# اندیس آنومالی چشمه آوش
آنومالی چشمه آوش یک اندیس فلزی است که در حوالی شهر سبزوار، استان خراسان قرار دارد و مادهٔ معدنی موجود در آن، طلا است.سنگ میزبان این اندیس گرانودیوریت، تونالیت، تراکیت، آندزیت، دایکهای دیابازی، مرمر و آهک است و دیرینگی آن به دوران ائوسن می‌رسد. در این اندیس، پاراژنز‌های طلا و نقره یافت می‌شوند.